# Huszár Tibor (szociológus)
Huszár Tibor (Veresegyház, 1930. augusztus 20. – Budapest, 2019. november 2.) Széchenyi-díjas magyar szociológus, egyetemi tanár, a Magyar Tudományos Akadémia rendes tagja. Az értelmiségszociológia neves kutatója. 1983 és 1992 között az Eötvös Loránd Tudományegyetem Szociológiai Intézete alapító igazgatója. 1990-ben rövid ideig országgyűlési képviselő. Az ELTE Társadalomtudományi Kar egykori tanára. Nővére Huszár Ilona (1924–2009) ideg- és elmegyógyász, egyetemi tanár.

## Életpályája
Huszár (Hirsch) Sándor bankhivatalnok és Krausz Margit (1897–1978) fiaként született. A VI. kerületi Báró Wesselényi Miklós Kereskedelmi Iskola tanulója volt. 1949-ben kikerült a moszkvai Lenin Intézetbe, ahol pedagógiai, pszichológiai és logikai tanulmányokat folytatott. 1953-ban szerzett diplomát. Tudományos pályafutása későn kezdődött. A Petőfi Körben folytatott tevékenysége miatt 1957 és 1960 között a budapesti József Attila Gimnázium tanáraként tudott csak elhelyezkedni, de közben levelező aspiráns volt. 1960-ban került az Eötvös Loránd Tudományegyetem Bölcsészettudományi Karának filozófia tanszékére, ahol 1969-ig adjunktusként dolgozott. Ekkor kapta meg egyetemi docensi kinevezését, ugyanebben az évben a szociológiai tanszék vezetését is átvette. 1977-től egyetemi tanár. A tanszék 1983-ban átalakult Szociológiai és Szociálpolitikai Intézetté, melynek igazgatója lett. Ezt a tisztségét 1992-ig viselte. 2001-ben emeritálták.
A Valóság, a The New Hungarian Quarterly és a Szociológiai Szemle szerkesztőbizottságainak tagja lett. Az ELTE Akkreditációs Bizottsága és a Magyar Szociológiai Társaság tagjává választották.
1960-ban védte meg a neveléstudományok kandidátusi, 1976-ban a szociológiai tudományok akadémiai doktori értekezését. 1975-ben az MTA Szociológiai Bizottságának elnöke lett, később az Athaeneum Bizottságban is dolgozott. 1982-ben a Magyar Tudományos Akadémia levelező, 1987-ben pedig rendes tagjává választotta. 2003-ban Széchenyi-díjban, 2011-ben Hazám-díjban részesült.

### Politikai pályafutása
1948-ban belépett a Magyar Dolgozók Pártjába. Diplomájának megszerzése után a Dolgozó Ifjúság Szövetsége Központi Vezetőségének alosztályvezetője volt, majd 1954-ben a budapesti bizottság titkáraként kezdett el dolgozni. Az 1956-os forradalomban vállalt szerepe miatt (a Petőfi Kör vezetőségi tagja volt) 1957-ben kizárták a Magyar Szocialista Munkáspártból. Tanárként tudott elhelyezkedni. 1959-ben visszavették az MSZMP-be, de komolyabb politikai szerepet nem vállalt.
Az 1990-es országgyűlési választáson a Magyar Szocialista Párt pártonkívüli jelöltjeként annak országos listájáról bekerült az Országgyűlésbe, de négy hónappal később lemondott mandátumáról.

## Munkássága
Kutatási területe az erkölcsi tudat kérdései, az értelmiségszociológia és a történelemszociológia.
Vizsgálta az erkölcsi értékek fejlődésében a folyamatosság és a megszakítottság problémakörét. A tudáselit jellemzőit több művében behatóan kutatta. 1990 után a hatalmi gépezet működésének különféle (elsősorban a rejtettség és a láthatóság) dimenzióit vizsgálta, elsősorban az autoriter (azaz tekintélyelvű) és a diktatórikus/totalitárius rendszerekben. Több Bibó Istvánnal, Erdei Ferenccel és Kádár Jánossal kapcsolatos mű szerzője, szerkesztője volt.

## Családja
Nős volt, házasságából egy fiúgyermek született.

## Főbb publikációi
- Bátorság, hősiesség, erős akarat; Ifjúsági, Budapest, 1952
- Fiatalkorú bűnözők. Adalékok a fiatalkori bűnözés problematikájához az 1950–1959. évek felmérései alapján; Tankönyvkiadó, Budapest, 1964
- Erkölcs és társadalom; Kossuth, Budapest, 1965
- Modern polgári etika. Szöveggyűjtemény, 1-3.; szerk. Huszár Tibor; Tankönyvkiadó, Budapest, 1967
- Morala şi societatea (Erkölcs és társadalom); Politică, Bucureşti, 1967
- Történelem és önismeret. Tanulmányok; Magvető, Budapest, 1968 (Elvek és utak)
- Huszár Tibor–Hernádi László–Pelejtei Tibor: Lenin-centenárium. 1870–1970; ajánló bibliográfia Ecsedy Andorné, Gáliczky Éva; Könyvtártudományi és Módszertani Központ–Népművelési Intézet–Fővárosi Szabó Ervin Könyvtár, Budapest, 1969
- Ifjúságszociológia; összeáll., vál., bev. Huszár Tibor, Sükösd Mihály, ford. Félix Pál, Forintos György, Józsa Péter; Közgazdasági és Jogi, Budapest, 1969
- A szociológia története 1917-ig. Szöveggyűjtemény 1-4.; szerk. Huszár Tibor, Somlai Péter; Tankönyvkiadó, Budapest, 1972
- Contemporary Hungarian society; Corvina, Budapest, 1974
- A szociológia története 1917–1945 között 2. Polgári és marxista irányzatok az angolszász szociológiában. Szöveggyűjtemény; szerk. Huszár Tibor, Somlai Péter; Tankönyvkiadó, Budapest, 1974
- A szociológia története 1917–1945 között. Szöveggyűjtemény 3.; szerk. Huszár Tibor, Somlai Péter; Tankönyvkiadó, Budapest, 1974
- A szociológia története 1917–1945 között. Szöveggyűjtemény 4. A szociológia a Szovjetunióban; szerk. Huszár Tibor, Somlai Péter; Tankönyvkiadó, Budapest, 1974
- Történelem és filozófia. Új törekvések a szovjet filozófiai kutatásokban; vál., utószó Huszár Tibor, ford. Könczöl Csaba, Köcsky Margit; Gondolat, Budapest, 1974 (Társadalomtudományi könyvtár)
- Današnje madârsko društvo; Corvina, Budapest, 1974
- Korunk értelmisége. Értelmiségelméletek – értelmiségvizsgálatok. Válogatás; vál., bev. Huszár Tibor; Gondolat, Budapest, 1975
- Die gegenwärtige ungarische Gesellschaft; Corvina, Budapest, 1975
- La Société hongroise d'aujourd'hui; franciára ford. Sipos János; Corvina, Budapest, 1975
- Szovremennoje vengerszkoje obscsesztvo; oroszra ford. A. Bogdanova; Corvina, Budapest, 1975
- A cselekvő ember; Szépirodalmi, Budapest, 1975
- Fejezetek az értelmiség történetéből; Gondolat, Budapest, 1977
- Hungarian society and marxist sociology in the nineteenseventies; szerk. Huszár Tibor, Kulcsár Kálmán, Szalai Sándor; Corvina Press, Budapest, 1978
- Tudomány, közösség, művészet. Szovjet szociológiai tanulmányok; összeáll. Huszár Tibor, ford. Láng Rózsa; Gondolat, Budapest, 1978
- Értelmiségiek, diplomások, szellemi munkások. Szociológiai tanulmányok; szerk. Huszár Tibor; Kossuth, Budapest, 1978
- Történelem és szociológia; Magvető, Budapest, 1979 (Elvek és utak)
- Adalékok a munkaerkölcs történetéhez és szociológiájához; OM Marxizmus-Leninizmus oktatási főosztály, Budapest, 1980 (Szociológiai füzetek)
- Műveltség, közművelődés, értelmiség; KM, Budapest, 1980 (Közművelődéskutatás)
- Értelmiségszociológiai írások Magyarországon. 1900–1945; vál., bev. Huszár Tibor, jegyz. Tóth Pál Péter; Kossuth, Budapest, 1981
- "Nem középiskolás fokon...". Műveltség, közművelődés, értelmiség; Magvető, Budapest, 1981 (Gyorsuló idő)
- Két vita tanulságai. Az értelmiségpolitika változásairól 1945–1953; Népművelési Intézet, Budapest, 1982
- Az erkölcsi érték néhány axiológiai és szociológiai jellemzője; Művelődéskutató Intézet, Budapest, 1982 (Értékvizsgálatok)
- Gondolatok a munkaerkölcsről; Magvető, Budapest, 1982 (Gyorsuló idő)
- Beszélgetések; Kossuth, Budapest, 1983
- Erkölcs és társadalom. Erkölcsiség, erkölcsösség; Kossuth, Budapest, 1983
- Nemzetlét, nemzettudat, értelmiség. Tanulmányok; Magvető, Budapest, 1984 (Elvek és utak)
- Új kérdések, megválaszolatlan dilemmák az értelmiségkutatásban. Akadémiai székfoglaló. 1983. február 24.; Akadémiai, Budapest, 1985 (Értekezések, emlékezések)
- A magyar értelmiség a 80-as években; szerk. Huszár Tibor; Kossuth, Budapest, 1986
- Az MSZMP értelmiségpolitikájának néhány időszerű kérdése; Kossuth, Budapest, 1986
- Abriss der Geschichte der Intelligenz (Fejezetek az értelmiség történetéből); németre ford. Balázs István; Akadémiai, Budapest, 1988
- Mit ér a szellem, ha...; Szabad Tér, Budapest, 1990
- Bibó István. Beszélgetések, politikai-életrajzi dokumentumok; sajtó alá rend. Huszár Tibor, Kolonel; Budapest, 1989 (Magyar krónika)
- Párhuzamok és kereszteződések. Erdei Ferenc, Bibó István és a Márciusi Front; József Attila Múzeum, Makó, 1991 (A makói múzeum füzetei)
- Szociológiatörténeti szöveggyűjtemény. Másodválogatás; szerk. Huszár Tibor, Somlai Péter; ELTE Bölcsészettudományi Kar–Nemzeti Tankönyvkiadó, Budapest, 1993
- Bibó István (1911–1979). Életút dokumentumokban; vál., összeáll. Huszár Tibor, szerk. Litván György, S. Varga Katalin, interjúk Huszár Tibor, Hanák Gábor; Osiris-Századvég–1956-os Intézet, Budapest, 1995 (56)
- A hatalom rejtett dimenziói. Magyar Tudományos Tanács, 1948–1949; Akadémiai, Budapest, 1995
- 1968. Prága, Budapest, Moszkva. Kádár János és a csehszlovákiai intervenció; Szabad Tér, Budapest, 1998
- A politikai gépezet 1951 tavaszán Magyarországon. Sántha Kálmán ügye. Esettanulmány. Egyetemi tankönyv; Corvina, Budapest, 1998 (Egyetemi könyvtár)
- Restauráció vagy kiigazítás. A kádári represszió intézményesülése, 1956–1962; szerk. Huszár Tibor, Szabó János; Zrínyi, Budapest, 1999
- Kádár János politikai életrajza, 1-2.; Szabad Tér–Kossuth, Budapest, 2001–2003
- Kedves, jó Kádár elvtárs! Válogatás Kádár János levelezéséből, 1954-1989; szerk. Huszár Tibor, jegyz. Némethné Vágyi Karola; Osiris, Budapest, 2002
- Beszélgetések Nyers Rezsővel; beszélgetőtárs Huszár Tibor; Kossuth, Budapest, 2004
- Találkozások. Beszélgetések a két világháború közötti magyar szellemi-politikai mozgalmakról; jegyzetszótár Nácsa Klára; Corvina, Budapest, 2005
- Kádár. A hatalom évei, 1956–1989; névmutató, jegyz. Némethné Vágyi Karola, bibliográfia Győri László; Corvina, Budapest, 2006
- Az elittől a nómenklatúráig. Az intézményesített káderpolitika kialakulása Magyarországon, 1945–1989; Corvina, Budapest, 2007 (Corvina tudástár)
- Bibó estéje. Levelek, dokumentumok a népi mozgalomról és a Magyar Közösség peréről; Corvina, Budapest, 2008
- A pokol malmai. Szűcs Ernő ÁVH-s ezredes ügye és elágazásai, 1946–1955. Dokumentumok, interjúk Szűcs Ernő tevékenységéről, a tettestársak és áldozatok vallomásai; Corvina, Budapest, 2009
- Metszetek nyolc évtized magántörténelméből; Corvina, Budapest, 2010
- Kádár. A hatalom évei, 1956–1989; névmutató, jegyz. Némethné Vágyi Karola, bibliográfia Győri László; 2. jav. kiad.; Corvina, Budapest, 2012
- Erdei Ferenc, 1910–1971. Politikai életrajz; Corvina, Budapest, 2012
- Anekdoták nyolc évtized magántörténelméből; Corvina, Budapest, 2013
- A magyar szociológia története; Osiris–ELTE Társadalomtudományi Kar, Budapest, 2015
- Tiszakécskétől a Bródy Sándor utcáig. H. Soós Mária élete fényképek, emlékező sorok, iratok nyomán 1929-2011; Corvina, Budapest, 2016
- Beszélgetőkönyv Bálint Géza professzorral hitről, orvoslásról, humanizmusról; beszélgetőtárs Huszár Tibor; Corvina, Budapest, 2016

## Díjai, elismerései
- Munka Érdemrend (1955)[10]
- Lukács György Emlékérem (1977)[8]
- Munka Érdemrend arany fokozata (1980)[11]
- NÉKOSZ-emlékérem (1992)[8]
- ELTE-emlékérem (1995, 2004)[8]
- Széchenyi-díj (2003)[8]
- Hazám-díj (2011)[9]